# Куканов, Юрий Владимирович
Юрий Владимирович Куканов (7 октября 1949 — 17 октября 2013, Волгоград, Российская Федерация) — советский и российский тренер по мини-футболу / футзалу, заслуженный тренер России.

## Биография
Основатель и бессменный наставник женской футзальной команды «Рокада». Под его руководством команда становилась четырехкратными чемпионками и обладательницами Кубка России по мини-футболу, двукратными обладательницами Кубка СНГ и стран Балтии, обладательницами Кубка Ассоциации женского мини-футбола (2003). Также игроки «Рокады» становились четырехкратными чемпионками России по футзалу, выигрывали национальный Кубок и Первый открытый Кубок Европы по футзалу.
В 2004 г. под его руководством женская сборная России стала чемпионками Европы по футзалу в Волгограде, а в 2006 г. стали победителями Кубка мира.
В 2006 г. был удостоен звания «Заслуженный тренер России».
В последнее время работал в МОУ ДОД СДЮСШОР № 11 «Зенит», где тренировал команду ЖФК «Рокада-СДЮСШОР № 11».